# Municipio de Randleman
El municipio de Randleman (en inglés: Randleman Township) es un municipio ubicado en el  condado de Randolph en el estado estadounidense de Carolina del Norte. En el año 2010 tenía una población de 9.536 habitantes.

## Geografía
El municipio de Randleman se encuentra ubicado en las coordenadas 35°48′6.49″N 79°48′14.11″O / 35.8018028, -79.8039194.